# شوانزونغ إمبراطور تانغ
شوازنزونغ إمبراطور تانغ (بالصينية: 唐玄宗) (8 سبتمبر 685 - 3 مايو 782م) أو مينغ إمبراطور تانغ هو سابع أباطرة أسرة تانغ الصينية، تقلَّد منصب إمبراطورها منذ عام 712 وحتى 756م. كان عهده المُمتدُّ لنحو 43 عاماً الأطول في تاريخ أسرة تانغ. يُوصَف بأنه كان حاكماً جيداً وذكياً في بداية حكمه، يساعدوه معاونون أكفّاء من أمثال ياو تشونغ وسونغ جي، وهو يشتهر بجعله مملكة تانغ الصينية دولةً قويَّة ومتقدمة في عصرها، فيما عرف بـعصر تانغ الذهبي. إلا أنَّه مع ذلك ينتقد لثقته الكبيرة ببعض أعوانه خلال الفترة المتأخرة من عهده، ممَّا أدى إلى انتهاء عهد تانغ الذهبي باندلاع ثورة آن لوشان وبدء سقوط المملكة لتحلَّ محلها مملكة يوان.

## النشأة
ولد الإمبراطور شوانزونغ أو لي لونغجي في مدينة لويانغ عاصمة مملكة تانغ الشرقية عام 685، وذلك خلال فترة حكم والده الإمبراطور رويزونغ (لي دان) الأولى. لكن كانت في ذلك الحين والدة رويزونغ الإمبراطورة وو شتيان هي الحاكمة الفعلية للملكة لا ابنها. ولد شوازنونغ لإحدى زوجات الإمبراطور المُسمَّاة «كونسورت دو». قُلِّد الطفل لقب «أمير تشو» في عام 687، ويقال أنه كان فتى وسيماً وأنه برع في الموسيقى منذ صغره. كان لديه أخوان أكبر منه، هما لي تشينغيي ولي تشينكي، إضافةً إلى ثلاثةٍ أصغر منه هم لي لونغفان (李隆範) ولي لونغيي (李隆業) ولي لونغتي (李隆悌).

## روابط خارجية
- شوانزونغ إمبراطور تانغ على موقع الموسوعة البريطانية (الإنجليزية)